# Sam Surridge
Samuel „Sam“ William Surridge (* 28. Juli 1998 in Slough) ist ein englischer Fußballspieler, der seit Juli 2023 bei Nashville SC in der US-amerikanischen  MLS unter Vertrag steht. 

## Karriere

### Verein
Der in Slough geborene Sam Surridge wuchs ab seinem siebten Lebensjahr in einem Vorort von Bournemouth auf und wechselte mit vierzehn Jahren in die Jugendakademie des AFC Bournemouth. Neben den Einsätzen in der Jugend des Vereins sammelte der Nachwuchsstürmer in den Spielzeiten 2015/16 und 2016/17 Spielpraxis bei den Amateurvereinen FC Weymouth und Poole Town. Am 3. August 2017 wechselte er auf Leihbasis zum englischen Viertligisten Yeovil Town. Für den Verein gab er zwei Tage später sein Debüt im Profifußball und erzielte im Verlauf der EFL League Two 2017/18 acht Tore in einundvierzig Spielen. 
Zu Beginn der neuen Spielzeit verlieh in der AFC Bournemouth erneut für die gesamte Spielzeit an den Viertligisten Oldham Athletic. Bei seinem neuen Team gelang Surridge ein ausgezeichneter Start mit sechs Toren in den ersten sechs Ligaspielen der EFL League Two 2018/19. Belohnt wurde seine Leistung mit der Auszeichnung zum besten Spieler des Monats September 2018 der vierten Liga. Mit insgesamt zwölf Pflichtspieltoren (davon acht in der Liga) konnte er eine gute Hinrunde absolvieren, ehe Bournemouth die Ausleihe am 7. Januar 2019 vorzeitig beendete.
Am 27. Februar 2019 gab der 20-Jährige sein Debüt in der Premier League bei einer 1:5-Niederlage beim FC Arsenal,
kam anschließend jedoch nur in einer weiteren Partie für den AFC Bournemouth zum Einsatz. Anfang August 2019 entschied sich der Verein seinen Nachwuchsstürmer erneut auszuleihen, diesmal für den Rest der Saison an den Zweitligisten Swansea City. Mit vier Ligatreffern sowie drei Toren im EFL Cup 2019/20 wusste er bis Ende des Jahres zu überzeugen, bevor der AFC Bournemouth die Ausleihe erneut Anfang Januar 2020 vorzeitig beendete. Nach seiner Rückkehr unterschrieb Sam Surridge einen neuen bis 2024 gültigen Vertrag in Bournemouth und erzielte am 27. Januar 2020 bei einer 1:2-Heimniederlage gegen den FC Arsenal im FA Cup 2019/20 seinen ersten Pflichtspieltreffer für seinen Heimatverein. Bis zum Ende der Premier League 2019/20 kam er zudem in vier Partien zum Einsatz, stieg jedoch mit seiner Mannschaft als Drittletzter aus der höchsten englischen Spielklasse ab. 
In der EFL Championship 2020/21 wurde er erstmals regelmäßig für Bournemouth eingesetzt und erzielte in 29 Ligaspielen 4 Tore. Den angestrebten direkten Wiederaufstieg in die Premier League verpasste er mit seinem Team nach dem Aus im Halbfinale der Aufstieg-Play-offs gegen den späteren Aufsteiger FC Brentford (1:0 und 1:3).
Anfang August 2021 wechselte der 23-Jährige zum ebenfalls in der zweiten Liga spielenden Verein Stoke City und unterschrieb einen bis 2025 gültigen Vertrag. Mit einem Treffer in seinem ersten Ligaspiel für Stoke, sowie wettbewerbsübergreifend vier Toren in den ersten neun Pflichtspielen konnte er einen erfolgreichen Start bei seiner neuen Mannschaft feiern. Bis Jahresende blieb ihm ein weiterer Treffer jedoch verwehrt und er verlor in der Folge seinen Stammplatz im Angriff des Zweitligisten. Der Klub stimmte daher dem Wechselwunsch des Stürmers zu, der am 31. Januar 2022 einen bis 2024 gültigen Vertrag bei Nottingham Forest unterschrieb. Bei Forest traf er auf Trainer Steve Cooper, für den er 2019/20 bereits bei Swansea City gespielt hatte. Nach erfolgreichen 18 Monaten, in denen Surridge mit Nottingham die Rückkehr in die Premier League feiern konnte, wechselte er im Sommer 2023 in die Major League Soccer zu Nashville SC. Dort unterschrieb er einen Vertrag bis 2026 (mit Verlängerungsoption bis 2027).

### Nationalmannschaft
Am 8. Oktober 2019 wurde Sam Surridge erstmals in den Kader der englischen U-21-Nationalmannschaft berufen. Drei Tage später gelang ihm in seinem ersten Spiel für die U-21 direkt sein erster Treffer bei einem 2:2-Unentschieden in Slowenien. In der Folge wurde er in zwei Spielen der erfolgreichen Qualifikation für die U-21-EM 2021 eingesetzt, von Nationaltrainer Adrian Boothroyd jedoch nicht in den endgültigen Kader für die U-21-Fußball-Europameisterschaft 2021 berufen. 